# Сухеднюв (станция)
Сухеднюв (пол. Suchedniów) — пассажирская и грузовая железнодорожная станция в городе Сухеднюв, в Свентокшиском воеводстве Польши. Имеет 2 платформы и 2 пути.
Станция Сухеднев была построена в 1885 году на линии Ивангородо-Домбровской железной дороги (Ивангород — Радом — Бзин — Сухеднев — Кельцы — Хенцины — Мехов — Вольбром — Олькуш — Славков — Домброва) с шириной русской колеи, когда город Сухеднев (пол. Suchedniów, Сухеднюв) был в составе Царства Польского.